# Lars Kaufmann
Lars Kaufmann, nemški rokometaš, * 25. februar 1982, Görlitz.
Leta 2010 je na evropskem rokometnem prvenstvu s nemško reprezentanco osvojil 10. mesto.